# Friedrich Wilhelm Carl von Schmettau
Friedrich Wilhelm Carl von Schmettau, né le 13 avril 1743 à Berlin et mort le 18 octobre 1806 à Weimar, est un lieutenant-général, topographe et cartographe prussien.

## Biographie

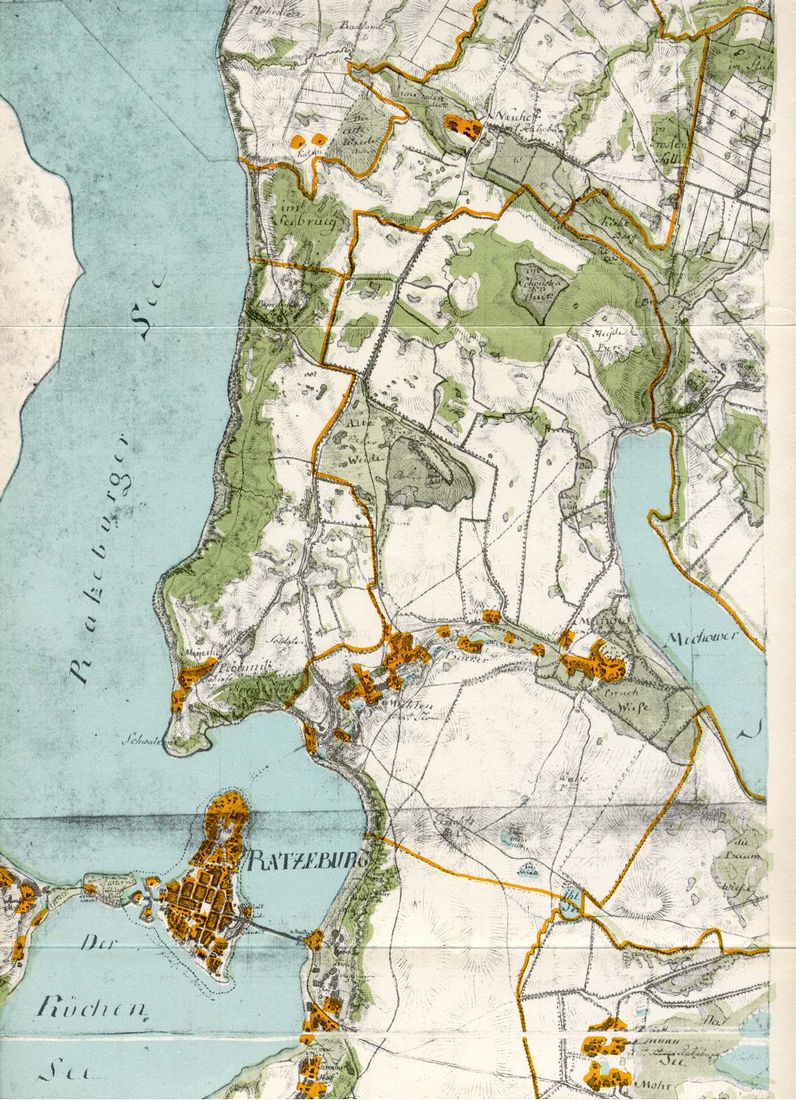
Carte de Ratzebourg et du lac ainsi que de la principauté. Carte réalisée par Schmettau vers 1793.

Issu de la famille noble von Schmettau, il est le fils du Generalfeldmarschall Samuel von Schmettau (de) et de sa seconde épouse Anna von Rüffer. Il est entre le 30 octobre 1752 à l'académie de chevalerie de Brandebourg-sur-la-Havel. De là, il rejoint le 1er octobre 1756 le 34e régiment d'infanterie en tant que caporal. Il cartographie la Prusse entre 1767 et 1787. Propriétaire jusqu'en 1804 du château de Köpenick (de), il construit en 1780 un tombeau en forme de pyramide dans le jardin du château de Garzau, qui ne sert pas et est finalement enlevée et déposée près de l'église de Strausberg.
Après s'être libéré des Français, il se réfugie chez Charlotte von Stein puis au château de Weimar. Il meurt de ses blessures reçues lors de la bataille d'Auerstaedt.